# فینال سوپر جام فوتبال اسپانیا ۲۰۲۱
فینال سوپر جام اسپانیا ۲۰۲۱ برندهٔ سوپر جام اسپانیا ۲۱–۲۰۲۰، سی و هفتمین دوره مسابقات سالانه سوپر جام فوتبال اسپانیا را تعیین کرد. این مسابقه در ۱۷ ژانویهٔ ۲۰۲۱ در ورزشگاه د لا کارتوخا در سویل، اسپانیا برگزار شد. این بازی بین بارسلونا و اتلتیک بیلبائو بود.
اتلتیک بیلبائو پس از وقت اضافه بازی را ۳–۲ برد تا سومین عنوان قهرمانی خود در سوپر جام اسپانیا را به دست آورد.